# خفاش حدوة الحصان الصغير
خفاش حدوة الحصان الصغير (الاسم العلمي: Rhinolophus pusillus) هو نوع من أنواع الخفافيش التي تنتمي لعائلة خفاش حدوة الحصان. يتواجد هذا النوع من الخفافيش في الصين والهند وإندونيسيا ولاوس وماليزيا وميانمار ونيبال وتايلاند وفيتنام.